# حوذان دمس
الحوذان الدمس (باللاتينية: Ranunculus demissus) نوع نباتي يتبع جنس الحوذان من الفصيلة الحوذانية.

## الموئل والانتشار
موطنه الأصلي بلاد الشام وتركيا.